# Elverum Fotball
Elverum Fotball, kortgezegd Elverum, is een Noorse voetbalclub uit Elverum in de provincie Innlandet. De club werd in 1907 opgericht en speelt sinds 2020 in de 3. divisjon, de vierde klasse in het Noorse voetbal.

## Geschiedenis
Elverum speelde al heel wat jaren in de derde klasse. In 1995 werd de club kampioen en promoveerde naar de 1. divisjon (tweede klasse), maar moest na één jaar weer degraderen. 
Vanaf 2005 kwam de club uit in de vierde klasse, maar kon in 2010 de titel pakken en weer terugkeren naar niveau drie. Na twee seizoenen pakte Elverum de titel en kwam sinds 1996 weer uit in de Adeccoligaen. Het verblijf duurde echter een jaar, want de ploeg sloot de competitie als laatste af. In 2013 en 2017 was de ploeg actief op het tweede niveau. Sinds 2020 speelt de club haar wedstrijden in de 3. divisjon.

## Bekende (ex-)spelers
- Vegar Eggen Hedenstad